# Sapanca (district)
Sapanca is een Turks district in de provincie Sakarya en telt 35.551 inwoners (2007). Het district heeft een oppervlakte van 138,6 km².
De bevolkingsontwikkeling van het district is weergegeven in onderstaande tabel.
| 1997   | 2000   | 2007   |
| ------ | ------ | ------ |
| 28.988 | 36.496 | 35.551 |